# Loedertje
Loedertje is een van de vaste figuren uit Jan, Jans en de kinderen van tekenaar Jan Kruis. Ze is een Siamese poes en een van de huisdieren van de familie Tromp. 
In tegenstelling tot de andere vaste huisdieren van het gezin Tromp, die over het algemeen heel zachtaardig zijn, is Loedertje nogal vals. Zo zit ze bijvoorbeeld geregeld achter muizen aan, die dan door de Rode Kater worden beschermd. Ook Lotje en de Rode Kater zelf worden soms het slachtoffer van Loedertjes gedrag. 

## Achtergrond
In 1975 maakte Loedertje als zwerfkat haar entree in de stripserie, wanneer ze door de luchtkoker van de wc van de familie Tromp klimt. Vader Jan, de enige in het gezin die tegen Loedertjes komst is, wordt hierna de naamgever van Loedertje. De overige leden van het gezin sluiten Loedertje meteen vanaf het begin in de armen. De betreffende stripjes zijn opgenomen in album 5.
In album 6 beleeft Loedertje een wilde avond waarop ze het met elke kat uit de buurt doet; ze raakt zwanger en bevalt aan Jans kant van het bed van een zesling. Loedertje heeft echter geen moedergevoelens. Nadat de zesling (voor wie de Rode Kater tot dan toe een pleegvader is) door Jan in de verkoop wordt gezet, knijpt ze er voor een jaar tussenuit. Bij haar terugkeer gaat ze verder waar ze was gebleven.